# Ајнбек
Ајнбек (њем. Einbeck) град је у њемачкој савезној држави Доња Саксонија. Једно је од 12 општинских средишта округа Нортхајм. Према процјени из 2010. у граду је живјело 27.082 становника. Посједује регионалну шифру (AGS) 3155004.

## Географски и демографски подаци
Ајнбек се налази у савезној држави Доња Саксонија у округу Нортхајм. Град се налази на надморској висини од 112 метара. Површина општине износи 166,0 km². У самом граду је, према процјени из 2010. године, живјело 27.082 становника. Просјечна густина становништва износи 163 становника/km².

## Међународна сарадња
| Мјесто | Држава    | Врста сарадње | Од    |
| ------ | --------- | ------------- | ----- |
|        | Пољска    | партнерство   | 1992. |
|        | Француска | партнерство   | 1962. |
| Извор  |           |               |       |